# Gottfried Ewald

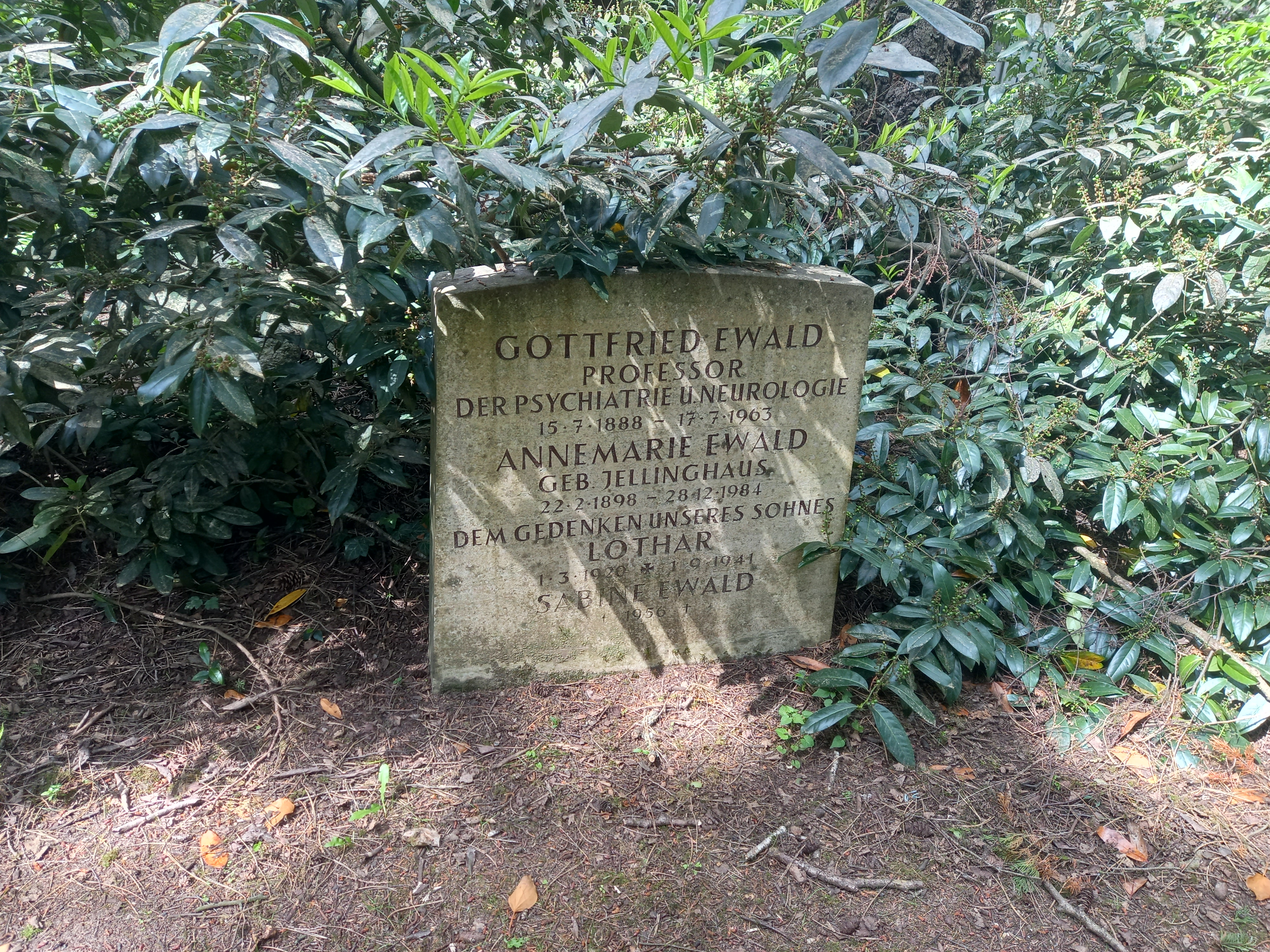
Das Grab von Gottfried Ewald und seiner Ehefrau Annemarie geborene Jellinghaus im Familiengrab auf dem Stadtfriedhof Göttingen

Gottfried Ewald (* 15. Juli 1888 in Leipzig; † 17. Juli 1963 in Göttingen) war ein deutscher Neurologe, Psychiater und Hochschullehrer. In der Zeit des Nationalsozialismus bezog er Stellung gegen das „Euthanasie“-Programm des Regimes.

## Leben
Gottfried Ewald war der Sohn des Theologieprofessors Paul Ewald (1857–1911). Er absolvierte nach dem Ende seiner Schullaufbahn ab 1906 ein Medizinstudium an den Universitäten Heidelberg sowie Erlangen und promovierte im Jahr 1912 zum Dr. med. Nach der Approbation war er als Assistenzarzt an den Universitätsnervenkliniken in Rostock, Erlangen sowie an der Berliner Charité tätig.
Ewald widmete sich im Schwerpunkt anfangs der biologisch-psychiatrischen Forschung und veröffentlichte zunächst zu internistischen Fragestellungen. In Erlangen habilitierte er sich 1920 und war an der dortigen Universitätsnervenklinik von 1922 bis 1933 als Oberarzt tätig. Ab Anfang der 1920er Jahre forschte und veröffentlichte Ewald zur Psychiatrie und Neurologie.
Ab 1933 war Ewald Direktor der Universitäts-Nervenklinik Greifswald und hatte dort auch eine ordentliche Professur inne. Von Greifswald wechselte er 1934 als Professor für Psychiatrie an die Universität Göttingen, wo er bis zu seiner Emeritierung 1958 lehrte. Zusätzlich leitete er in Göttingen ebenfalls ab 1934 die Universitätsnervenklinik und bis 1954 auch die Landesheil- und Pflegeanstalt Göttingen-Rosdorf.

## Zeit des Nationalsozialismus
Nach der Machtübergabe an die Nationalsozialisten war Ewald Mitglied in mehreren NS-Organisationen: Kampfbund für deutsche Kultur (KfdK) Nationalsozialistische Volkswohlfahrt (NSV), Nationalsozialistische Kriegsopferversorgung (NSKOV), NS-Reichskriegerbund sowie dem Reichskolonialbund (RKB). Von 1935 bis 1939 war er Förderndes Mitglied der SS. Er bewarb sich 1937 erfolglos um eine Mitgliedschaft in der NSDAP. Zuvor gehörte er während der Weimarer Republik ab 1923 dem Bund Oberland an und war etwa ab diesem Zeitpunkt auch Mitglied des Volksbundes für das Deutschtum im Ausland. Ewald befürwortete zur Zeit des Nationalsozialismus die Zwangssterilisationen und begründete dies 1933 in einer medizinischen Fachzeitschrift folgendermaßen:

„Leider ist es heute noch völlig unmöglich, den kranken Keim selbst zu beeinflussen, zu bessern oder zu heilen. Wir können wohl äußere Schädlichkeiten, die den Keim krank machen, wie Alkohol oder Syphilis bekämpfen; aber einen erblich kranken Keim können wir nicht beeinflussen. Will man verhüten, daß ein krankes Geschlecht entsteht, so bleibt nichts anderes übrig, als bereits die Entstehung solcher erblich kranker Keime zu verhindern, daß sich solche Keimträger überhaupt fortpflanzen.“

Andererseits war er nicht bereit, die NS-Euthanasiepolitik mitzutragen: Am 15. August 1940 fand in der Berliner Zentraldienststelle T4 eine Konferenz „Zur Erörterung dringender kriegswichtiger Maßnahmen auf dem Gebiet des Heil- und Pflegewesens“ statt, um namhafte Psychiater als T4-Gutachter für die „Vernichtung lebensunwerten Lebens“ im Rahmen der NS-Euthanasie zu gewinnen. An dieser von Werner Heyde geleiteten Konferenz nahm auch Ewald teil, der während der Sitzung Widerspruch gegen die Tötung von Patienten erhob. Daraufhin wurde Ewald von der Konferenz ausgeschlossen. Nach Göttingen zurückgekehrt, begründete Ewald gegenüber fünf NS-Funktionären, darunter der Reichsärzteführer Leonardo Conti und der Leiter des Berliner Instituts für Psychologie Matthias Heinrich Göring, nochmals schriftlich seinen Protest gegen die geplanten Euthanasiemorde. Ewald gelang es schließlich 129 von 367 zur Ermordung vorgesehene Göttinger Patienten vor der Deportation in die NS-Tötungsanstalten zu bewahren, den Abtransport von den restlichen 238 Patienten konnte er „in Kenntnis ihres Schicksals“ nicht verhindern. In seinem 1944 erschienenen Lehrbuch befürwortet Ewald jedoch die Sterilisation von psychisch Kranken.
Während des Zweiten Weltkrieges war er zudem in Göttingen beratender Militärpsychiater (Wehrkreis XI).

## Schriften (Auswahl)
- Die Abderhaldensche Reaktion mit bes. Berücks. ihrer Ergebnisse in der Psychiatrie (Aus d. psychiatrischen Klinik in Erlangen), S. Karger, Berlin 1920, Zugl.: Erlangen, Med. Hab. Schr., 1920.
- Temperament und Charakter, Berlin 1924
- Die Stigmatisierte von Konnersreuth: Untersuchungsbericht u. gutachtl. Stellungnahme, J. F. Lehmanns Verl., München 1927. Aus: Münchener Medizin. Wochenschrift
- Biologische und "reine" Psychologie im Persönlichkeitsaufbau : Prinzipielles u. Paralleles; Zugleich e. Beitr. zur somatol. Unterlegung d. Individualpsychologie, S. Karger, Berlin 1932. In: Abhandlungen aus der Neurologie, Psychiatrie, Psychologie und ihren Grenzgebieten; H. 68
- Lehrbuch der Neurologie und Psychiatrie, Lehmann, München/Berlin 1944 (Bis 1964 überarbeitet in 5 Auflagen erschienen)
- Die Grenzen der Psychotherapie, Thieme, Stuttgart 1952
- Der biologisch-anthropologische (existentielle) Aufbau der Persönlichkeit, Thieme, Stuttgart 1959